# Jacques Kessler
Pour les articles homonymes, voir Kessler.
Jacques Kessler est un météorologiste français, né le 22 juin 1952 à Mulhouse.

## Biographie
D'ascendance paternelle alsacienne et né en Alsace, il passe les onze premières années à Bourtzwiller, une petite commune du Haut-Rhin. Puis il part s'installer dans le Sud de la France dont sa mère est originaire. Il y adoptera une diction marquée par l'influence ostentatoire de l'accent rural bordelais, en contradiction avec son patronyme alsacien, dont il fera ultérieurement sa signature sonore à l'antenne.
Après une classe préparatoire scientifique au lycée Joffre de Montpellier, il entre à l'École nationale de la météorologie. Une fois diplômé, il devient ingénieur prévisionniste, et enseigne durant trois ans à l’école qui l'a formé.
En 1979, il répond à une annonce de Radio France cherchant des candidats pour seconder René Chaboud, chargé des prévisions à France Inter, pour la présentation des flashs météo du week-end et des jours fériés. De 1979 à 1981, il s'installe à Paris pour enregistrer la météo à la Maison de la radio. Puis occupe en parallèle les mêmes fonctions à France Info lors de la création de la station en 1987. Pendant ses années d'activité, il analyse le temps à venir depuis l'aéroport de Marseille Provence à Marignane où il a été muté. Il prend sa retraite le 14 juillet 2013 et est remplacé dans les deux stations de radio par Élodie Callac, également prévisionniste de Météo France.

## Publications
Jacques Kessler a écrit trois ouvrages de vulgarisation :
- La météo de tous les jours en 100 questions, éditions Transparence, 223 p.
- Météo: comprendre les secrets du temps, éditions Jacob-Duvernet, 116 p.
- Jacques Kessler et André Chambaud, La météo de la France : Tous les climats localité par localité, éditions J.C. Lattès, mars 1986, 392 p.